# Заборув-Новий
Заборув-Новий (пол. Zaborów Nowy) — село в Польщі, у гміні Гостинін Ґостинінського повіту Мазовецького воєводства.
Населення — 172 особи (2011).
У 1975-1998 роках село належало до Плоцького воєводства.

## Демографія
Демографічна структура станом на 31 березня 2011 року:
|          | Загалом | Допрацездатний вік | Працездатний вік | Постпрацездатний вік |
| -------- | ------- | ------------------ | ---------------- | -------------------- |
| Чоловіки | 89      | 21                 | 55               | 13                   |
| Жінки    | 83      | 18                 | 43               | 22                   |
| Разом    | 172     | 39                 | 98               | 35                   |